# ハンジャル

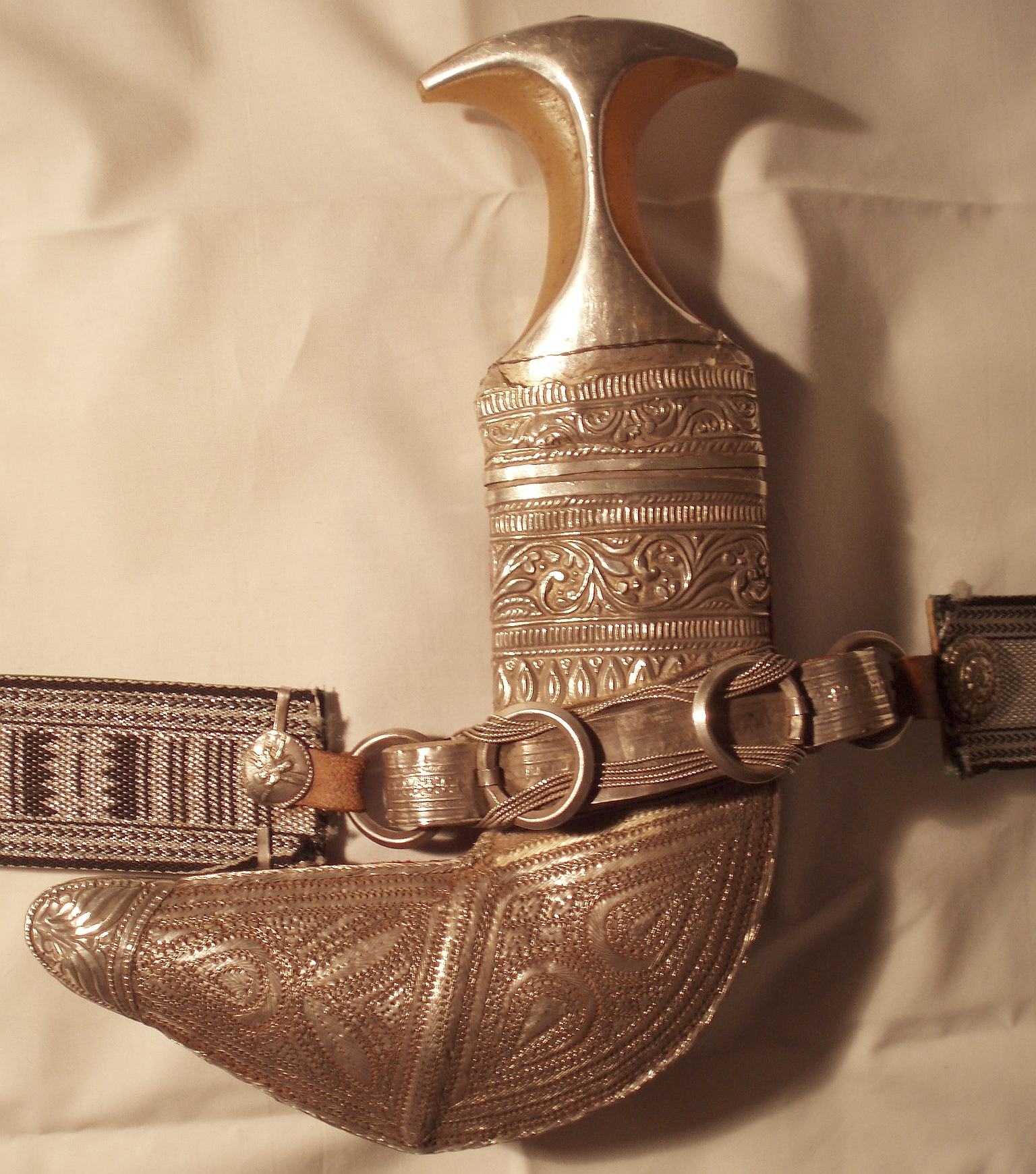
オマーンのハンジャル（1920年代製）

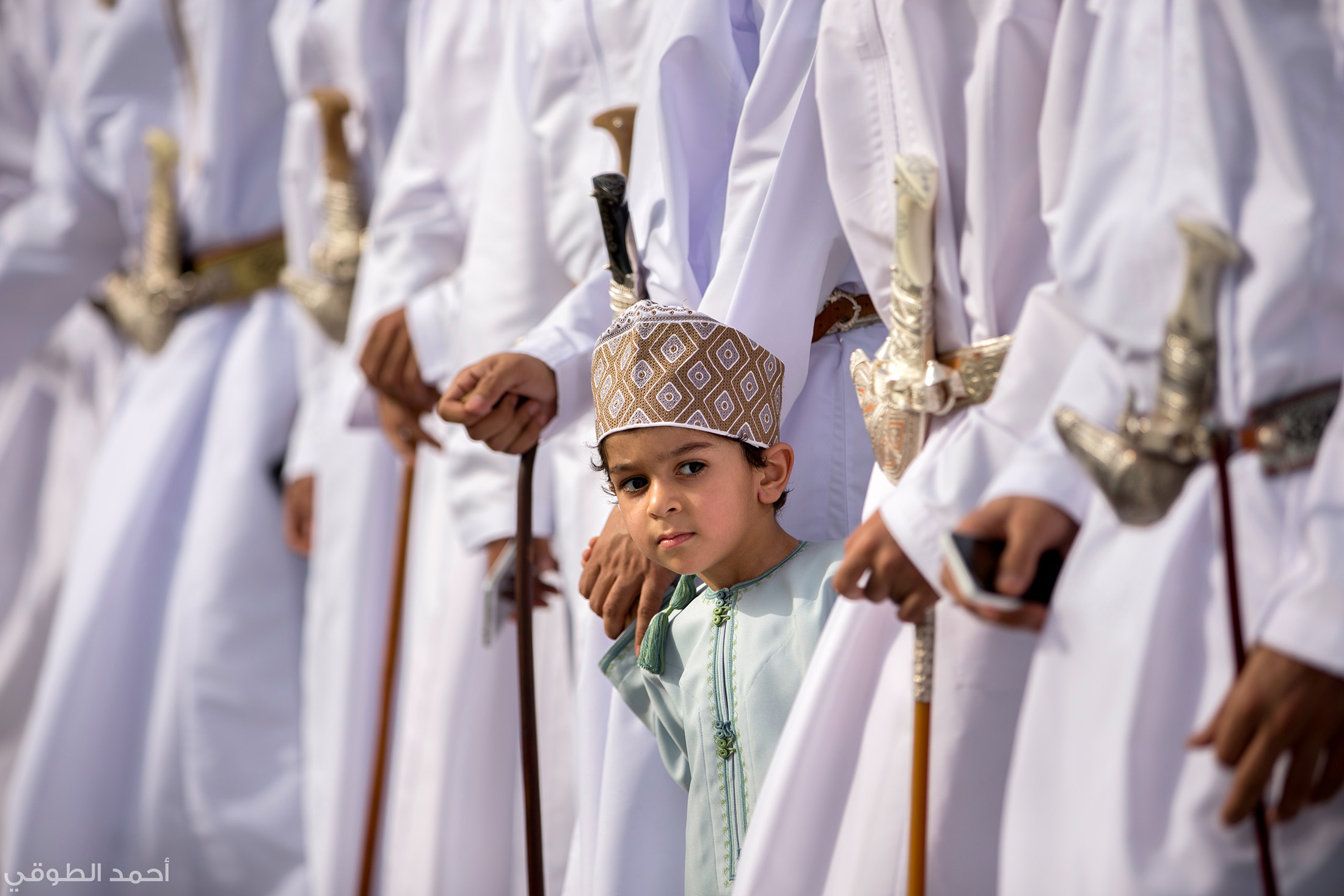
ハンジャルを腰に提げて伝統舞踊を行うオマーンの男性ら

オマーンの国旗

ハンジャル（アラビア語：خَنْجَر, khanjar）は中東周辺で見られる両刃の短剣・短刀、ダガーのこと。Jの字形の湾曲した形状がよく知られており「三日月刀」「半月刀」と和訳されているが、直線状の物も存在する。

## 概要
ハンジャルはという語はペルシア語由来で、外来語として取り入れられたアラビア語圏以外にもこの語が伝わった中東周辺地域でも似た響きの名称が用いられている。オスマン朝を経由しバルカン半島方面にも伝わり（セルビア・クロアチア語：handžar）、ドイツ武装親衛隊の師団であった第13SS武装山岳師団の名称「Handschar」の元となった。
本来は殺傷能力がある武器として作られ自衛・暗殺に用いられたり狩猟時の道具として活用されるなどしていたが、時代を経るうちに儀礼・伝統芸能の用途に使われることが多くなっていった。
アラブ世界ではアラビア半島の南部一帯（オマーン、イエメン、サウジアラビア、アラブ首長国連邦）において男性が着用する装飾品として多用されている。オマーンでは国旗の図柄に取り入られられており、2022年には同国のハンジャルの製作技術と社会的慣習が国際連合教育科学文化機関（UNESCO、ユネスコ）の無形文化遺産に指定された。
一般的に精巧な作りの年代物、規制で今や入手困難となったサイの角を柄の素材として用いた物、銀をふんだんにあしらった豪勢な品は有力者の印としてだけでなくコレクター間で高い人気を誇る伝統工芸品ともなっており、アラビア半島諸国では高値で取引されている。

## 名称・表記・語義

### アラビア語
خنجر

発音：خَنْجَر（khanjar, ハンジャル）

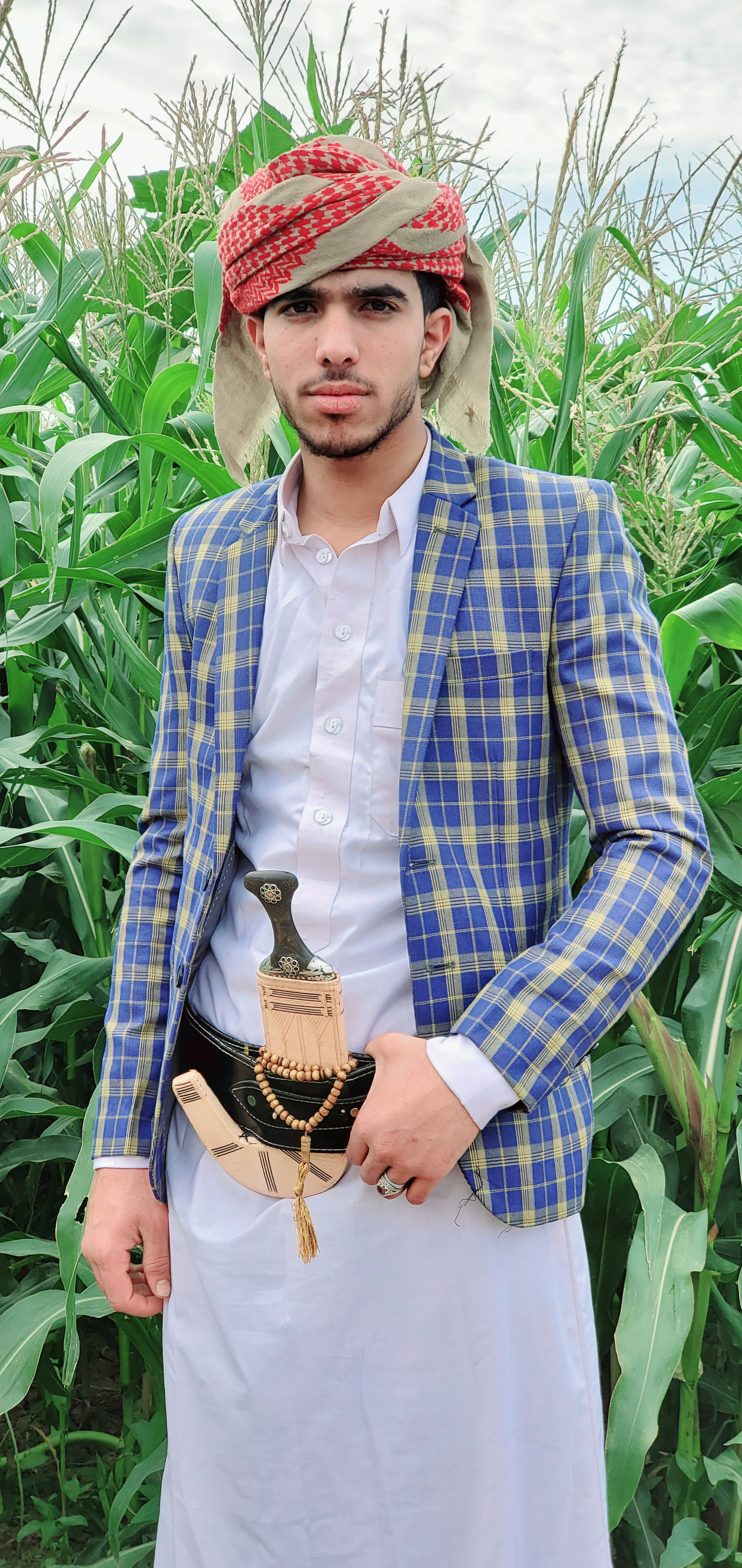
イエメン人男性の装い（ジャンビーヤ）

- 複数形：خَنَاجِر（khanājir, ハナージル）
意味：（鉄製の）ナイフ；大型ナイフ；乳をたくさん出す牝ラクダ
元々はアラビア語ではなくペルシア語由来の外来語。「血」を意味し流血・殺傷に関連する表現にも用いられる خون（khūn, フーン）と行為者・動作主を表す接尾辞 گار（gār, ガール） から成る語で「血を出す物、血を流れさせる物」のような意味合いだったとされる。
アラビア語では「ナイフ、短剣・短刀」と「乳をたくさん出す牝ラクダ」という2つの語義があるが、そのうち現代でも多用されているのは「ナイフ、短剣・短刀」の方となっている。ハンジャルについては短刀・短剣の中でも特にそのうちの大型の物を指すことが多い。
伝統的短剣・短刀としてハンジャルという語を用いるのは主にオマーンとアラブ首長国連邦で、イエメンとサウジアラビアに関してはジャンビーヤと呼ぶことが一般的である。
持ち運びがしやすい上に相手に悟られず突然取り出すことができる刺殺用の凶器でもあったことからアラブ世界では暗殺、裏切り・寝返りといったイメージをしばしば伴う。そのため辞典によっては「特に暗殺に用いる武器」と書いてあるなどする。

### 英語
Khanjar
- ˈkɑːnˌdʒɑː（カーンジャー）[12]
- ˈkɑːndʒɑːr（カーンジャール）[12]

### 日本語カタカナ表記
日本では1個の文字である خ（kh）を誤って「k」と「h」に分けて読みかつ h 部分を f 音に置き換え kfanjar と同等の発音となった「クファンジャル」というカタカナ表記が多用されているが、誤読でありアラビア語でクハンジャルやクファンジャルといった読み方がなされることは無い。
また原語であるアラビア語には含まれない長母音を加えたハンジャール、標準的ではないカ行を当てたカンジャル、カンジャールとつづられていることもある。その他、アラビア語では舌をはじくべき語末部分をそり舌発音に置き換えたカンジャーなども見られる。

## ハンジャルの概要
ハンジャル（خَنْجَر, khanjar）は中東周辺で見られる両刃の短剣・短刀、ダガーでアラビア半島諸国特に南部で用いられている。「ハンジャル」という名称で呼ばれるのは主にオマーンとアラブ首長国連邦となっている。
かつては自衛の武器や狩猟時の道具として日常生活においても活躍していたが、今では実用の機会はほぼ失われ男らしさ・勇敢さ・富裕を表す装飾に変わった。

### アラブ首長国連邦（UAE）での例
ハンジャルはアラビア半島において古くから用いられてきた武器だったが、現代では実用性を失ったことからハンジャルは装飾品としての意味合いが強まり、伝統的な文様をあしらった手工芸品として今でも生産が続けられている。
同じ名称を共有しているオマーンとアラブ首長国連邦とではハンジャルの形状自体も似通っており、
- رَأْس（raʾs, ラアス、口語発音：rās, ラース、直訳は「頭」）：柄（مِقْبَض, miqbaḍ, ミクバド）の上方。動物の角・牙・木材から作られる。
- صَدْر（ṣadr, サドル, 直訳は「胸」）：柄の下方の幅が広くなっている部分。銀もしくは金の装飾があしらわれる。
- نَصْل（naṣl, ナスル）：刃・刀身。1本は単数語形の نَصْلَة（naṣla(h), ナスラ）。
- قَطَّاعَة（qaṭṭāʿa(h), カッターア）：刃・刀身を納める鞘（غِمْد, ghimd, ギムド）を指す。革製で金糸や銀糸による刺繍飾りが施されるなどする。

などのパーツから構成されている。

## ジャンビーヤ

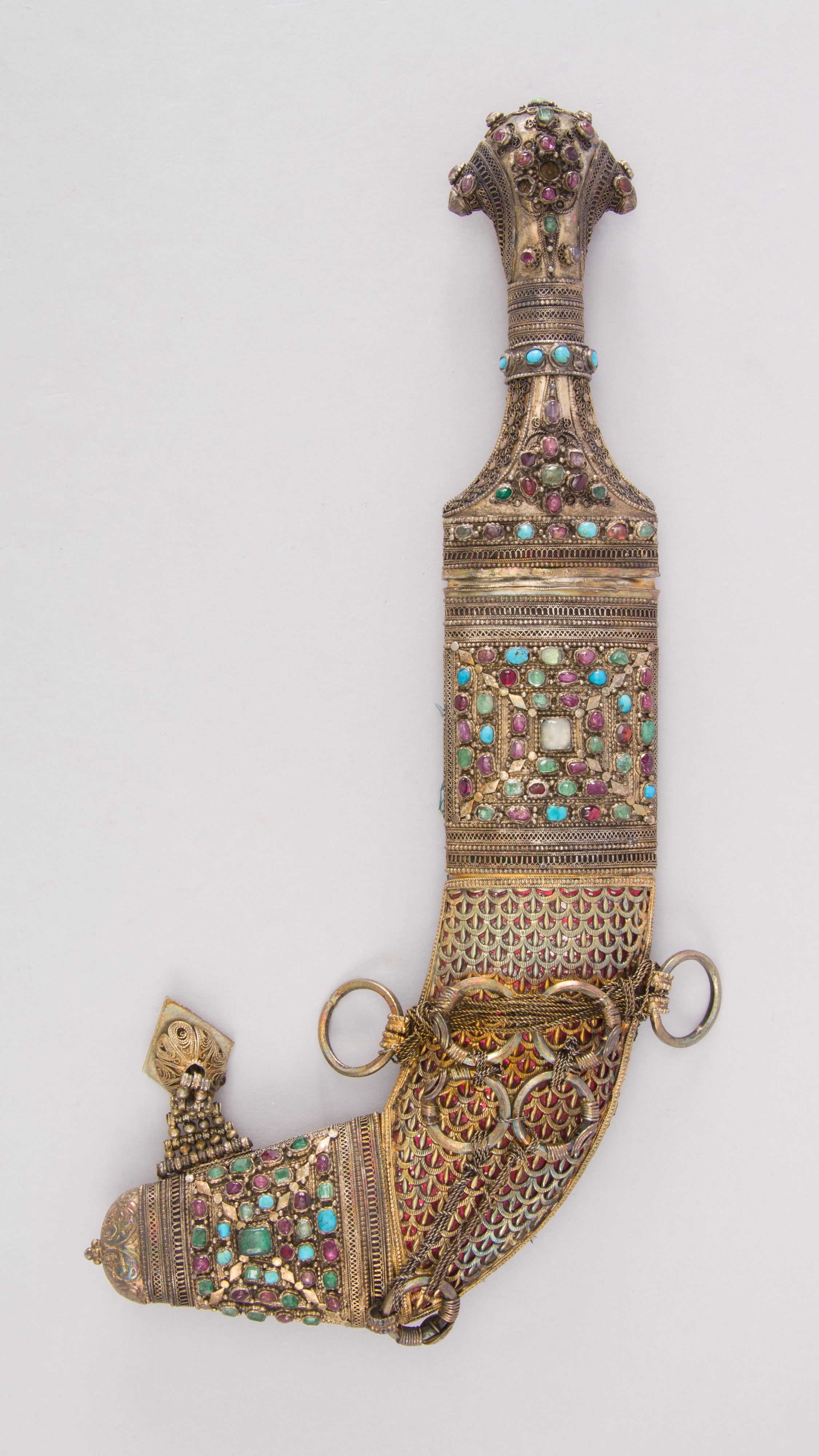
19世紀に作られた高級ジャンビーヤ

イエメン、サウジアラビアなどでは伝統的短剣・短刀は

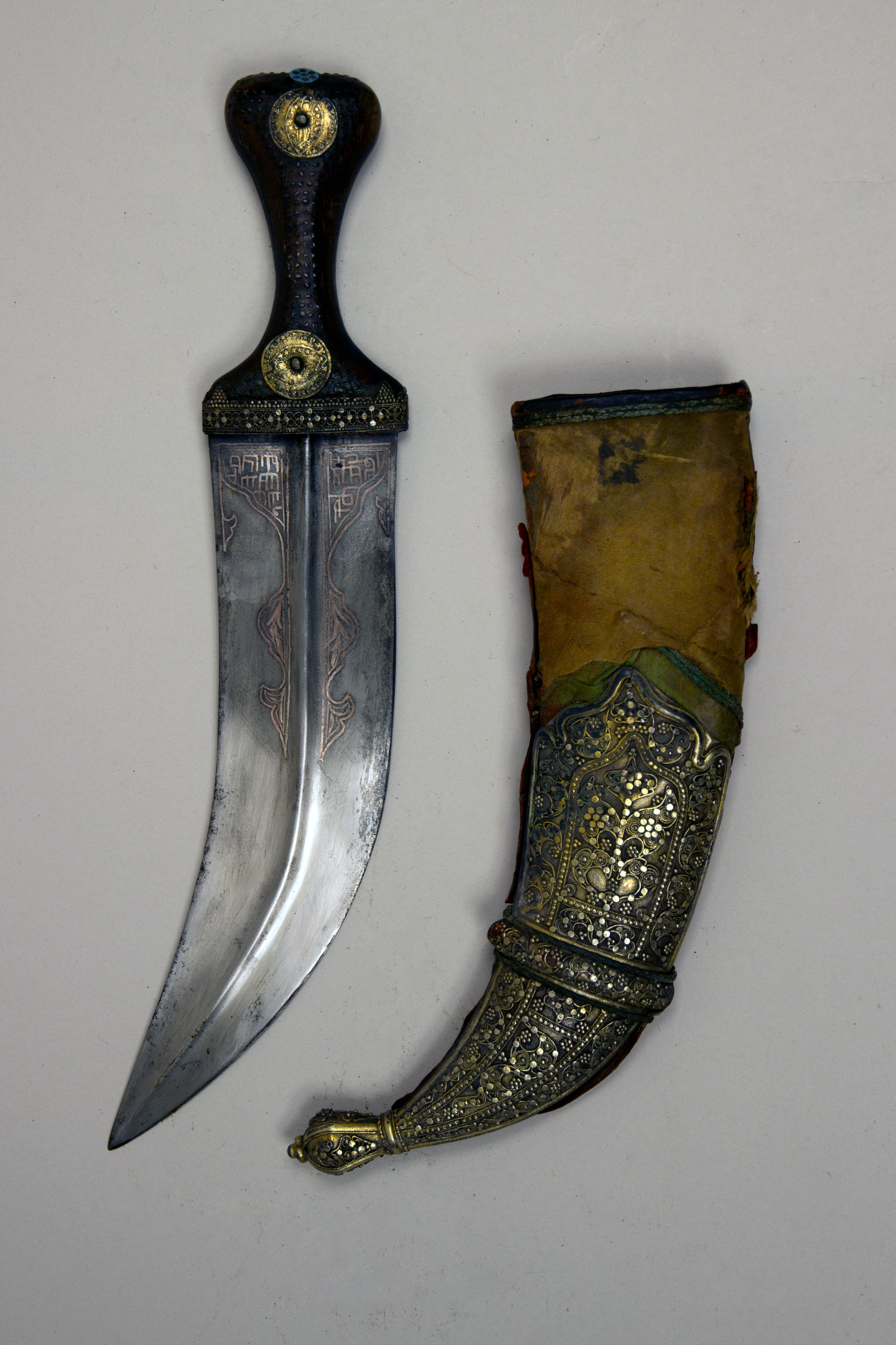
ジャンビーヤの刀身と鞘

جَنْبِيَّة（janbīya(h), ジャンビーヤ）
- 複数形（1）：جَنْبِيَّات（janbīyāt, ジャンビーヤート）
- 複数形（2）：جَنَابِي（janābī, ジャナービー）
と呼ばれている。英字表記ではyを抜いたjanbiaといったつづりも流通していることから、日本語では原語の発音に即したジャンビーヤではなくジャンビーアとカタカナ表記されていることもある。
ジャンビーヤ自体はハンジャルの一種とみなすこともできるが両者の間には微妙な差異があり「一般的なハンジャルの柄が金属製（銀製）なのに対し、ジャンビーヤは動物の角・牙、木などでできているといった点で異なっている」と説明されることもあるが、実際にはハンジャルの柄にも動物の角・牙が使われているなど共通点は多い。

### イエメンの例
イエメンにおいては男らしさ・勇敢さを示すと同時にその人の出身地を示すシンボルとしても大きな意味を持っている。柄や鞘の形状・幅・色合い・装飾は地域・部族ごとに異なっているため、全く面識の無い人物であってもそのジャンビーヤだけでどこの何部族の人間が言い当てることすらできるという。
柄の素材はいくつがあるが犀の角製は高価で主に富裕層・有力者が購入。巷に普及しているのは手頃な価格で購入できる水牛の角製となっている。
刀身は鋼鉄製もしくは鉄製だが、戦車の無限軌道といった兵器の素材を転用して作られることが多く、輝き・強度が得られ価格も高いという。
鞘は木に革細工を組み合わせた物が一般的だが、有力者のジャンビーヤについては銀が使われている。
ジャンビーヤは伝統舞踊の要素の一つともなっており、戦士の踊りから生まれた بَرَع（baraʿ, バラウ, 口語発音：バラァ/バラア）では抜き身の状態で手に持ちダンスが行われる。

## シブリーヤ

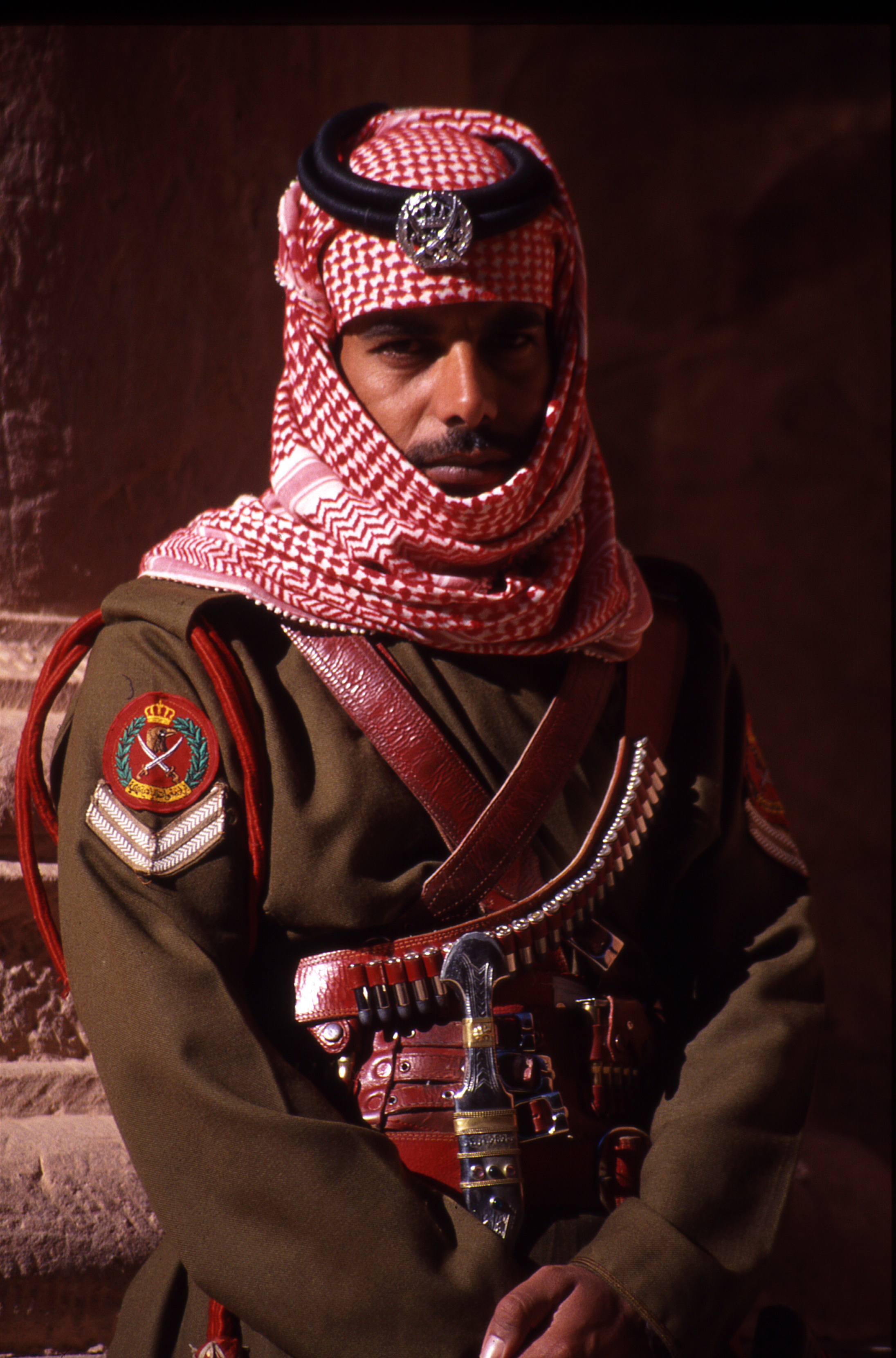
シブリーヤを携帯するヨルダンの軍人

ハンジャルの一種だが شِبْر（shibr, シブル, 「指尺（スパン）」）ほどの長さしかない短刀は شِبْرِيَّة（shibrīya(h), シブリーヤ）と呼ばれており、主にレバント地方（レヴァント地方、シャーム地方、具体的にはシリア、レバノン、ヨルダン、パレスチナ）やサウジアラビア北部で用いられている。

### ヨルダンの例
同地方においてシブリーヤは刀剣や槍と同様に武器として製造されてきた。アクセサリーとしてだけでなく、昔は泥棒・追い剥ぎ対策としても需要があり、特に旅行者にとっての必需品だったという。
かつては刀身は鋼鉄、柄や鞘には金・銀・錫、象牙、水牛の角などが使われていたという。一方インテリアとして飾られることが多くなり伝統的原料が高騰した現代では、柄の素材はヤギの角や木材が使われるのが一般的で、刀身については皮や木材を組み合わせてシブリーヤの形を作ることもされている。